# Antenor Lucas
Antenor Lucas, conegut com a Brandãozinho, (9 de juny de 1925 - 4 d'abril de 2000) fou un futbolista brasiler.

## Selecció del Brasil
Va formar part de l'equip brasiler a la Copa del Món de 1954.